# José Ramón Ortiz de la Torre
José Ramón Ortiz de la Torre y Lastra (Bilbao, 9 de enero de 1911-¿?) fue un futbolista español del Athletic de Bilbao, que se desempeñaba como delantero. Su hermano Joaquín Ortiz de la Torre y Lastra n. 1904 también fue futbolista del Atlético de Madrid.